# Pachymatisma johnstonia
Pachymatisma johnstonia is een sponssoort in de taxonomische indeling van de gewone sponzen (Demospongiae). De spons behoort tot het geslacht Pachymatisma en behoort tot de familie Geodiidae. De wetenschappelijke naam van de soort werd voor het eerst geldig gepubliceerd in 1842 door James Scott Bowerbank in Johnston.

## Beschrijving
Pachymatisma johnstonia is een grote ronde spons met een diameter tot 15 cm en een hoogte tot 10 cm. De consistentie is stevig, maar enigszins samendrukbaar. Het gladde oppervlak is blauwachtig of violetgrijs en uitgebreid geperforeerd met inhalatieopeningen. Grotere uitademingsopeningen (osculum) zijn verschillend en meestal in lijnen of gerangschikt in clusters. De huid (cortex) is duidelijk en 1 mm dik, onder het oppervlak is de kleur geelwit.

## Verspreiding
Deze sponzensoort wordt gevonden in zowel de Atlantische Oceaan als de Grote Oceaan, en is gevonden in de Noord-Atlantische Oceaan, Ierland, Noorwegen, de kusten van Frankrijk, Portugal en Spanje. Pachymatisma johnstonia wordt ook gevonden aan de zuid- en westkust van Groot-Brittannië en in het zuidwesten van Ierland, maar blijkbaar afwezig aan de Noordzeekusten.

## Leefgebied
Pachymatisma johnstonia groeit op gesteente en harde ondergrond in het intergetijdengebied en subtidal tot 300 meter diepte. Het wordt vaak gevonden in waterstromen bij klifwanden. Komt voor op overhangen in extreem beschutte wateren, maar komt vaker voor in gebieden met sterke waterbeweging.